# تكنوليبرالية
التكنوليبرالية هي فلسفة سياسية تقوم على أفكار الحرية والفردية والمسؤولية واللامركزية والوعي الذاتي. تُسلّط الضوء أيضًا على فكرة أن التكنولوجيا يجب أن تكون مُتاحة للجميع دون ضوابط. تندرج معتقداتها الأساسية ضمن خمس اهتمامات رئيسية تشمل بناء الحكومة، والاقتصاد، والحريات المدنية، والتعليم والعلوم، والبيئة. يدعم التكنوليبراليون أفكارًا مثل توازن القوى في الحكومة، واللامركزية، والتعليم الميسور التكلفة، وحماية كوكبنا، والفنون الجميلة، وحرية التعبير، وتكنولوجيات الاتصالات.

## فلسفيًا
في كتابه بعنوان التكنوليبرالية، يصفها آدم فيش على أنها اعتقاد بأن التقنيات تخفف من تناقضات المجتمع الذي يعتز بكل من السوق الحرة الليبرالية الاقتصادية ورفاهية الليبرالية الاجتماعية. بهذه الطريقة، ترتبط التكنوليبرالية قليلًا مع الليبرالية الجديدة، ولكن مع بعض الاختلافات الجوهرية. تتعلق التكنوليبرالية بالجمع ما بين اللامركزية والفردية والمسؤولية والوعي الذاتي والاستدامة وتنظيم أسلوب الإدارة. تتناسب معتقداتها الأساسية مع خمسة اهتمامات رئيسية: بناء الحكومة والتعليم والعلوم والاقتصاد والبيئة والحريات المدنية.
وتشمل:
- حماية حرية الفرد مع الحفاظ على حرية الآخرين.
- أسواق حرة بقواعد مطبقة بشدة.
- ضرائب عادلة، خاصة على الشركات الكبرى.
- حماية كوكب الأرض من خلال لوائح صارمة بشأن الأضرار التي تلحق بالبيئة.
- قوة الشركات الصغيرة والمتوسطة.
- حرية الكلام وتقنيات الاتصال.
- التركيز على التقدم التكنولوجي بدلًا من الوضع الراهن.

## تكنولوجيا الشبكة
- يوفر التطوير عالي السرعة لتكنولوجيا الشبكة منصة لنشر المعلومات التي تشجع على حرية الكلام وتقنيات الاتصال.
- تزيد شبكات المعلومات الاستخبارية الموزعة من قدرة تكنولوجيا المعلومات.
- إن حرية الوصول إلى الإنترنت تعكس بعمق فكرة التكنوليبرالية.
- تظهر أشكال جديدة من هذه التكنولوجيا مثل شبكة التلفزيون الحالية والهاتف المحمول التي تزيد من فرصة السعي لتحقيق الديمقراطية. لكن أحد الحريات المدنية هو حيادية الإنترنت للخطوط الأرضية وعدم حياد الشبكة للهاتف المحمول والأقمار الصناعية.
- تؤثر الأساطير الثقافية على نجاح الديمقراطية الرقمية أكثر من تأثير التكنولوجيا.[3]

## الحرية الاقتصادية

### الشركات
تشمل الحرية الاقتصادية من ناحية التكنوليبرالية نظام اقتصادي رأسمالي صغير النطاق، أي رأسمالية للشركات الصغيرة والمتوسطة الحجم، بدلًا من المؤسسات المُنشأة من قبل مجموعات المصالح الكبرى. بشكل مثالي، ستُمهّد النُّظم المحلية والروابط المجتمعية الطريق لاقتصاد رأسمالي جديد، مما يُعطّل قوّة الرأسمالية العالمية. ستدعم ذلك قوانين إدارة الممتلكات المُطَبقة، مما يعني مزيدًا من القواعد للشركات الكبرى لخلق منافسة أفضل، في حين ستُطالب الشركات الأصغر بعدد أقل من القواعد. تركز التكنوليبرالية على هذه الشركات الصغيرة والمتوسطة لأنها يمكن أن تساعد في تعزيز النمو الاقتصادي. يتم إنفاق الأموال المدفوعة من قبل السلطات المحلية تجاه الشركات الصغيرة في الاقتصاد المحلي، مقارنةً بتلك التي تُنفقها تجاه الشركات الكبيرة في نفس المنطقة. ما يعني أن ممارسة الأعمال بهذه الطريقة يعطي قيمةً أكبر مقابل الأموال.

### القواعد
تعد اللامركزية أيضًا فكرة أيديولوجية أساسية للتكنوليبرالية، سُعي للعمل بها عبر إلغاء القواعد التي تمنع الشركات من منافسة الخدمات الحكومية. اللامركزية تعني توزيع السلطة بعيدًا عن مركز المنظمة، ونشر النفوذ خارجيًا إلى العاملين في الحقل. ساعد النمو السريع لتكنولوجيا المعلومات هذا المفهوم لأن الإنترنت جعلت توزيع المعلومات متاحًا ورخيصًا. من الناحية الأخرى، هناك فكرة الأسواق الحرة الإيديولوجية. ستكون هناك حاجة إلى قواعد مطبقة بقوة هنا لأن هذا النوع من السوق يعتمد على العرض والطلب دون سيطرة حكومية تذكر. يعتقد التكنوليبراليون أن المعرفة والتكنولوجيا يمكن نقلها جغرافيًا دون صعوبة كبيرة أو إجراء حكومي، يتصوّرون سوقًا حرًا بالكامل حيث يُسمح للمشترين والبائعين بالتعامل دون تحفظ، استنادًا إلى اتفاق متبادل على السعر دون تدخل الدولة على شكل ضرائب أو إعانات أو قوانين. في حين أن هذه وجهة نظر مثالية، فسيكون من الصعب تنفيذها.

### الضرائب
يؤمن التكنوليبراليون في ضريبة الدخل العكسية. وهي فكرة يحصل بموجبها الأشخاص الذين يكسبون أقل من مبلغ معين على رواتب تكميلية من الحكومة، بدلًا من دفع الضرائب للحكومة. وهذا يضمن وجود حد أدنى من الدخل للجميع. في حين أن الانتقادات الشائعة تدور حول حقيقة أن ضريبة الدخل العكسية يمكن أن تقلل من الحافز إلى العمل، يرغب التكنوليبراليين في ضمان وجود مستوى أساسي من الدخل متاح للجميع. وبالمثل، تطلب التكنوليبرالية فرض ضرائب عادلة على الشركات الكبرى. تنطوي الخلافات على قيام الشركات متعددة الجنسيات بإساءة استخدام القواعد الضريبية، تعني رغبة التكنوليبراليين في رؤية ضريبة عادلة تدفعها الشركات الكبرى. هناك أفكار مثل علامة الضريبة العادلة قيد التقدم بالفعل.

## أمثلة من جميع أنحاء العالم
تعتبر التكنوالليبرالية مثالًا جيدًا على الليبرالية مع التقدم العلمي والتكنولوجي بالإضافة إلى التعلم المتقدم ولكن لا توجد دولة تلتزم بها تمامًا.

### بناء الحكومة
لبناء حكومة، يجب أن تكون السلطة متوازنة وهذا مبدأ أساسي. على سبيل المثال، في المملكة المتحدة، يقود رئيس الوزراء الحكومة بدعم من مجلس الوزراء والوزراء. في حين أن الإدارات ووكالاتها هي المسؤولة عن وضع سياسة الحكومة موضع التنفيذ والجمهور يمكن أن يشارك مع الحكومة من خلال المشاورات والتماسات لإبلاغ القرارات التي يجعلها تتخذها.

### علم الاقتصاد
الرأسمالية صغيرة الحجم، أي رأسمالية الشركات الصغيرة والمتوسطة بدلًا من رأسمالية الشركات؛ اللامركزية. تعتبر ضريبة الدخل السلبية أو الدخل الأساسي الشامل أمثلة على التكنوليبرالية في الجانب الاقتصادي. على سبيل المثال، قانون مسابقة الاتحاد الأوروبي للسيطرة على الشركات الكبيرة المحتملة من خلال تطبيق المزيد من اللوائح لهم، مع تطبيق لوائح أقل قسوة على الشركات الأصغر.

### الحريات المدنية
في مجتمع اليوم، كان الوصول المجاني إلى الإنترنت مع حرية مناقشة القضايا المختلفة مثالًا معروفًا على التكنوليبرالية.

### التعليم والعلوم
يمكن العثور على التكنوليبرالية في الأمثلة المتعلقة بالتعليم والمجالات العلمية. تتضمن بعض الأمثلة في العلوم مزيدًا من المهندسين والعلماء في الصناعة السياسية والعلوم الحرة في الهندسة الوراثية. يمكن أن تكون الأمثلة المدرجة في التعليم ما يلي:
- الرسوم الدراسية للبكالوريوس/الماجستير لكل طالب -> 3% من الناتج المحلي الإجمالي للفرد.
- التعليم الثانوي لكل طالب -> 0.5% من الناتج المحلي الإجمالي للفرد.
- التعليم الابتدائي لكل طالب: -> 0.1% من الناتج المحلي الإجمالي للفرد.

### البيئة
فيما يلي أمثلة على كيفية تطبيق التكنوليبرالية على البيئة:
- ضرائب أعلى على الوقود الأحفوري وأي شيء يضر بالبيئة.
- تداول الانبعاثات/الحد الأقصى والمتاجرة.
- مدن خالية من السيارات.
- يجب السماح بالهندسة الوراثية (للغذاء أيضًا).

## حرية التعبير
يُنظر إلى التكنوليبرالية على أنها ليبرالية القرن الحادي والعشرين. تتيح التقنيات الحديثة ومواقع التواصل الاجتماعي حرية التعبير للمواطنين للتعبير عن آرائهم. تتضمن المناقشات المحيطة بالتكنوليبرالية:
- اللامركزية
- الفردية والمسؤولية والوعي الذاتي.
- عدم الإفاضة (الاعتدال).
- الاستدامة.
- التنظيم والحكم بأسلوب هندسي.

## مسؤولية المواطن
تشير مسؤولية المواطن في «التكنوليبرالية» إلى حماية حرية الفرد مع الحفاظ على حرية الآخرين. يبحث التكنوليبراليون عن التغيير. فهم غير راضين بطبيعتهم عن الطريقة التي تسير بها الأمور ويريدون إيجاد طرق جديدة للقيام بالأشياء. يدفع الليبراليون في مجال التكنولوجيا المجتمع إلى الأمام حسب منفعتهم. تتمحور التكنوليبرالية في الواقع حول الحريات المدنية والحقوق الفردية مثل الإنترنت المجاني وحيادية خطوط الإنترنت الأرضية وليس الهواتف المحمولة أو الأقمار الصناعية، وضبط الأسلحة، وتأييد الحق في الإجهاض، وما إلى ذلك. تمثل التكنوليبرالية المنظورات الاجتماعية الثقافية التي تنطوي على جميع المساعي الإنسانية. يتضمن ذلك كيفية تطويرنا واستخدامنا التكنولوجيا، وخاصة تكنولوجيا الكمبيوتر. في نطاق التكنولوجيا، تشير الليبرالية عادة إلى الابتكار والمخاطرة. علاوة على ذلك، إذا كنت تكنوليبراليًا في تكنولوجيا المعلومات، فلن يتحقق المستقبل قريبًا بما فيه الكفاية. بالنسبة لأولئك الذين يرون الإمكانيات الحقيقية للويب للوسائط المتعددة وكمنصة عامة لبرامج التطبيقات، لا يزال الإنترنت بطيئًا للغاية وبدائيًا.